# Davidova věž

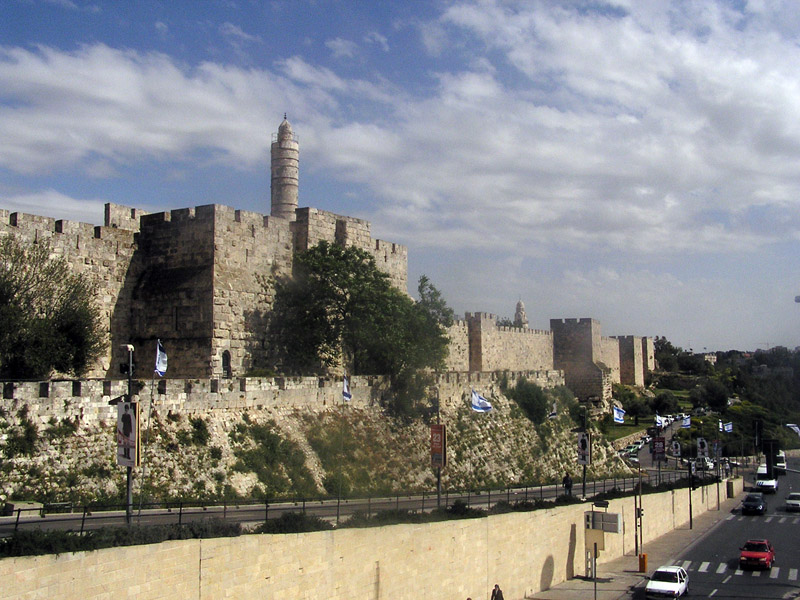
Davidova věž a jeruzalémské hradby

Davidova věž (hebr. מגדל דוד‎, Migdal David) je antická citadela umístěná poblíž Jaffské brány, vstupu do starého města jeruzalémského. Pevnost byla vybudována na strategicky slabém bodu obrany starého města v 2. století př. n. l. a během historie byla několikrát křesťanskými, muslimskými, mamlúckými a osmanskými dobyvateli zničena a znovu obnovena. Citadela obsahuje důležité archeologické naleziště, kde byly nalezeny předměty staré až 2 700 let. Památka je také oblíbeným místem pro konání výdělečných akcí, ukázek řemesel, koncertů apod.

## Historie

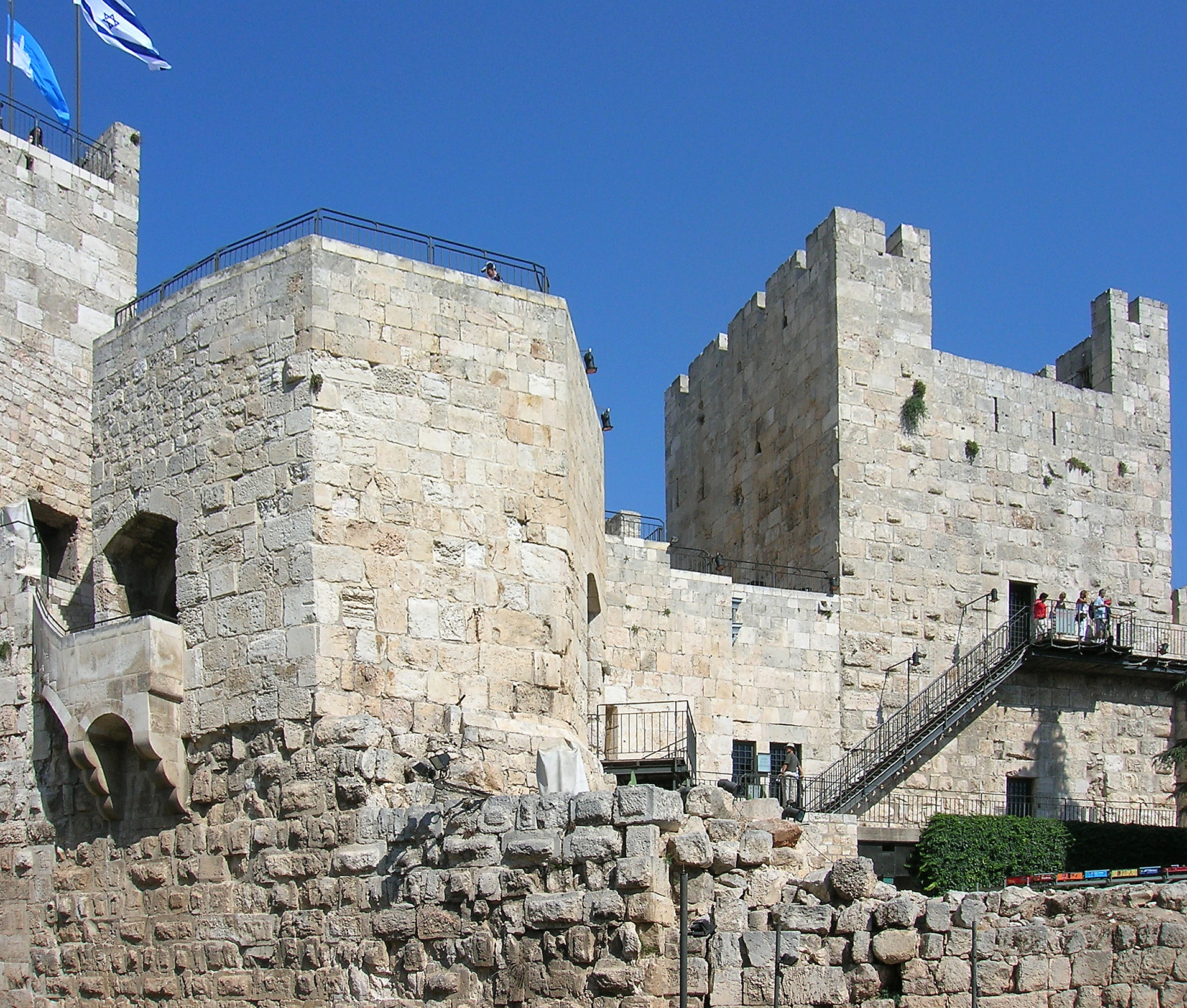
Dodnes zachovalá Fasaelova věž

### Antické a římské období
Během 2. století př. n. l. se jeruzalémské Staré město rozkládalo až do tzv. Západních kopců. Tyto 773 metrů nad mořem se nacházející výšiny, na nichž dnes stojí arménská a židovská čtvrť, stejně jako hora Sion, byly na všech stranách obklopeny příkrými údolími s výjimkou severovýchodní výspy. Hasmonejští králové nechali obehnat oblast impozantními městskými hradbami a věžemi, které Flavius Iosephus v prvním století označuje jako „první zdi“.
Herodes Veliký, který převzal moc po pádu hasmonejských vládců, nechal v letech 37–34 přidat k opevnění tři masivní věže. Věže byly vybudovány na zranitelném severozápadním cípu Západních kopců, kde se dnes nachází Davidova věž. Jejím smyslem nebyla jen obrana města, ale sloužila také jako královský palác nedaleko hory Sion. Herodes pojmenoval nejvyšší, 145 stop vysokou věž na památku svého bratra, prince Fasaela, který spáchal sebevraždu. Další věž byla pojmenována Miriamina, podle Herodovy druhé manželky, která byla popravena a pohřbena v jeskyni západně od věže. Třetí věž král pojmenoval Hippicus, po jednom ze svých přátel. Ze všech tří věží pouze Fasaelova věž stojí dodnes.

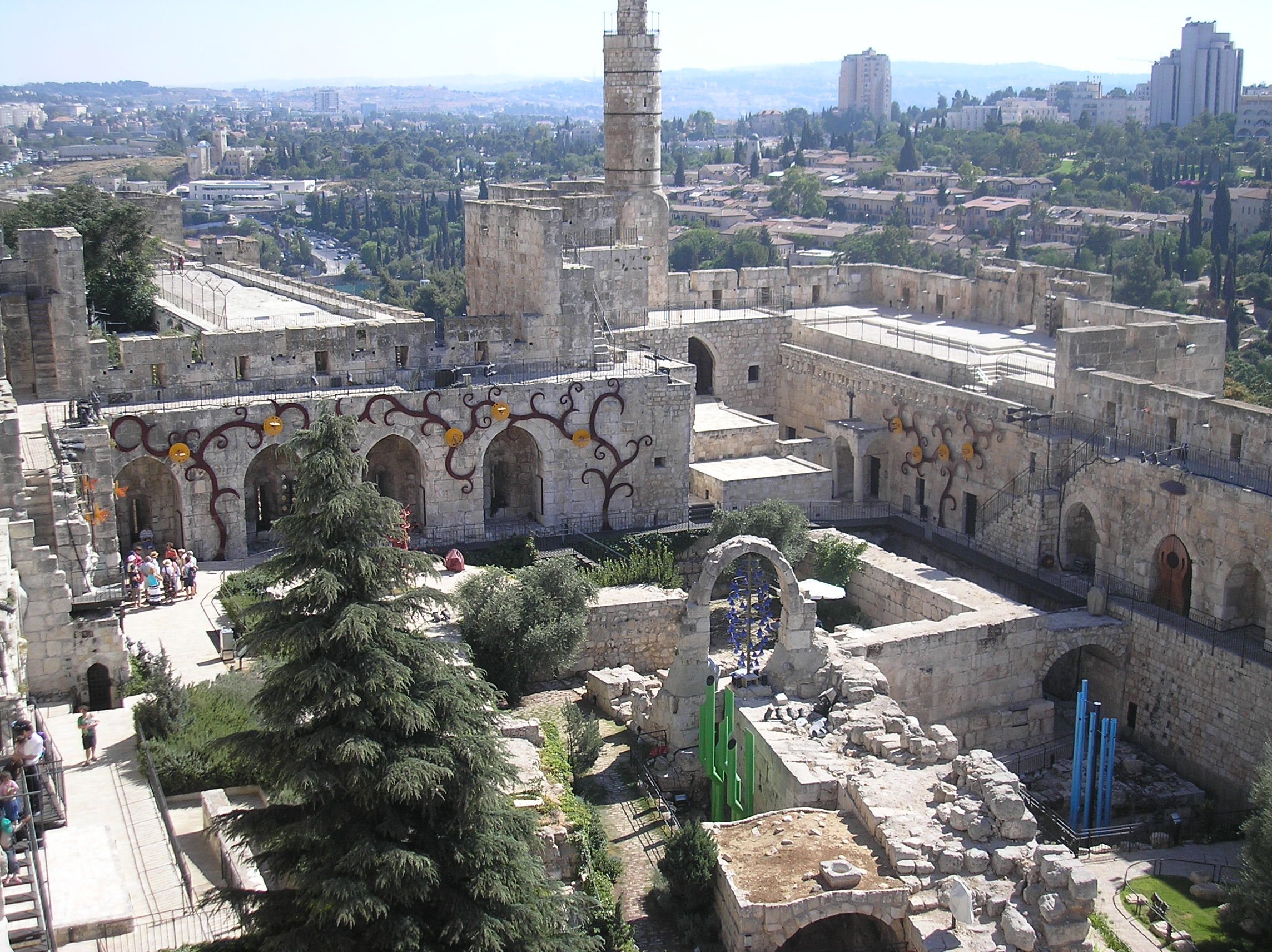
Nádvoří s archeologickým nalezištěm

Poté, co byl Jeruzalém zničen roku 70 Římany, sloužilo místo Davidovy věže jako kasárna pro římské vojsko. Když Římané ve 4. století přijali křesťanství za své státní náboženství, v citadele se usadila komunita mnichů.

### Éra Arabů a křižáků

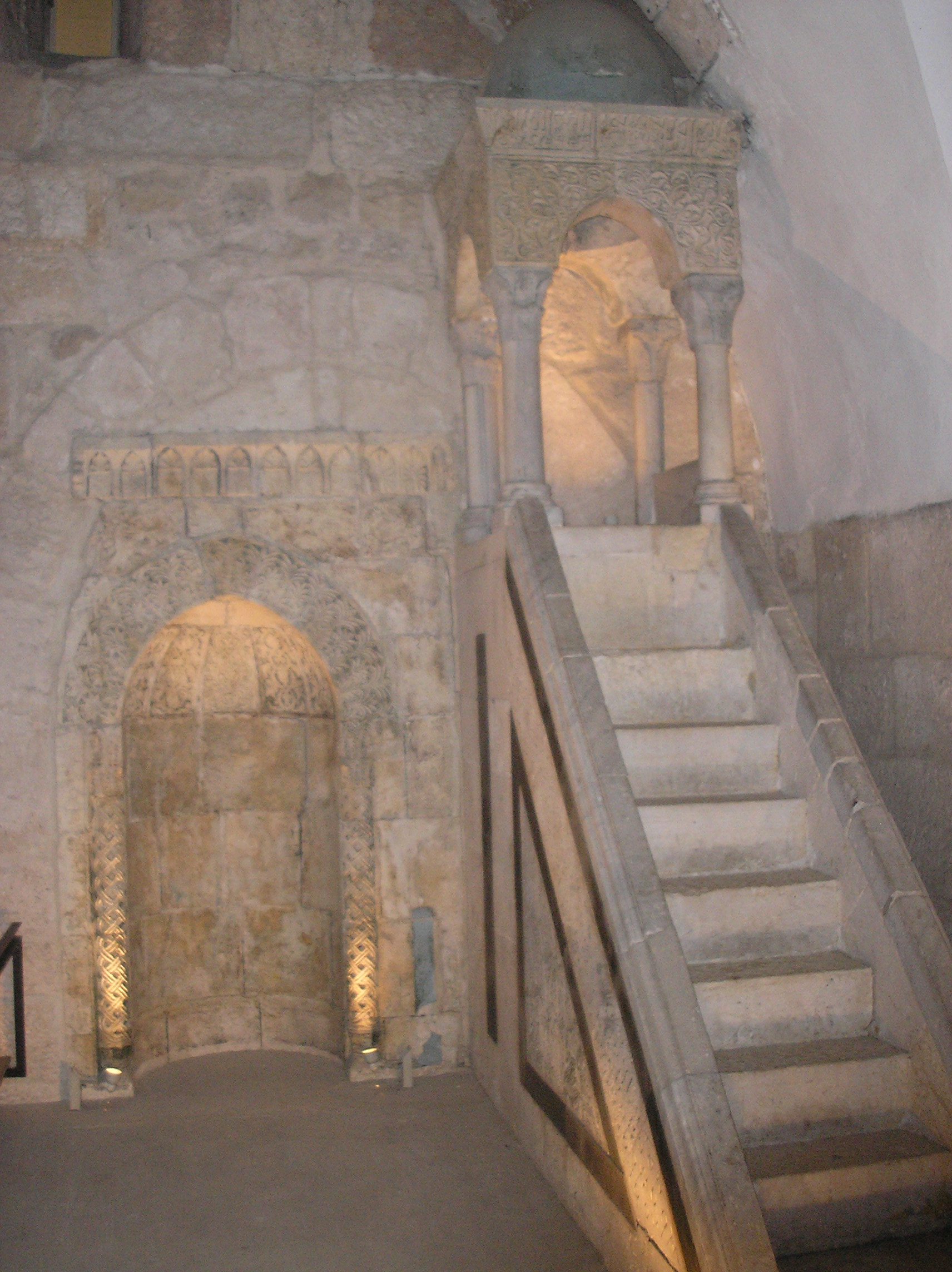
Mešita uvnitř citadely

Když roku 638 Arabové dobyli Jeruzalém, noví muslimští vládci citadelu obnovili. Mocné základy citadely o téměř pět set let později odolaly náporu útoku křižáků v roce 1099, kde se po dobytí a vyplenění města ukryl jeruzalémský místodržící se svojí gardou.
Během křižácké vlády vykonaly pouť do Jeruzaléma tisíce západních křesťanů, kteří do města vstupovali Jaffskou branou. K ochraně poutníků před hrozbou různých nomádských banditů křižáci postavili věž obehnanou příkopem na vrcholu citadely a odeslali hlídky střežit cestu do Jaffy. Citadela také sloužila jako palác křižáckým králům v Jeruzalémě.
V roce 1187 sultán Saladin dobyl Jeruzalém od křižáků. V roce 1260 mamlúci Davidovu věž zničili, ale později ji znovu postavili. V rozmezí let 1537-1541 byla Davidova běž přestavována osmanskými Turky, kteří navrhli impozantní vchod, za nímž stálo umístěné dělo. Po dalších čtyři sta let sloužila citadela jako pevnůstka turecké posádky v Jeruzalémě. Turci vybudovali v Davidově věži mešitu a přistavěli minaret, který citadele dominuje dodnes. Někdy v době po pádu Jeruzalémského království začal být komplex nazýván Davidovou věží.

### Moderní dějiny
Poté, co byly osmanské jednotky a jejich němečtí spojenci v první světové válce v Palestině poraženi generálem Allenbym, deklarovali Britové obsazení Jeruzaléma na prostranství před vchodem do Davidovy věže.
Během britského mandátu v Palestině (1917-1948) ustanovil britský vysoký komisař Pro-Jerusalem Society na ochranu městského kulturního dědictví. Organizace zrenovovala a znovu zpřístupnila citadelu veřejnosti, jako místo pořádání veřejných kulturních akcí. Ve třicátých letech dvacátého století bylo v komplexu citadely otevřeno Muzeum palestinského folklóru, které představilo i lidová řemesla a styl oblékání.
V roce 1948, během první arabsko-izraelské války, Arabská legie obsadila Jeruzalém a navrátila citadele její historickou úlohu coby kasáren s velitelstvím a dominantním přehledem napříč židovským Jeruzalémem. Po skončení Šestidenní války a sjednocení Jeruzaléma v roce 1967 se Davidově věži navrátila její úloha kulturního centra.

## Muzeum v Davidově věži
Muzeum jeruzalémské historie v Davidově věži bylo otevřeno v roce 1989 Jeruzalémskou nadací. Muzeum se nachází v sérii komnat v původní citadele. K muzeu náleží také nádvoří s archeologickým nalezištěm s vykopávkami, starými až 2 700 let.
Exhibice 4000leté jeruzalémské historie, začínající jako kanaánského města až do moderní doby. Muzeum využívá různé mapy, videoprojekce, hologramy, kresby a modely a v různých částech výstavy zobrazuje Jeruzalém pod vládou různých vládců. V roce 2002 muzeum navštívilo přes tři a půl milionu návštěvníků.

## Mariánský titul
Mariánský titul Věž Davidova (lat. Turris Davidica) je použit v loretánské litanii.